# John-Rabe-Haus

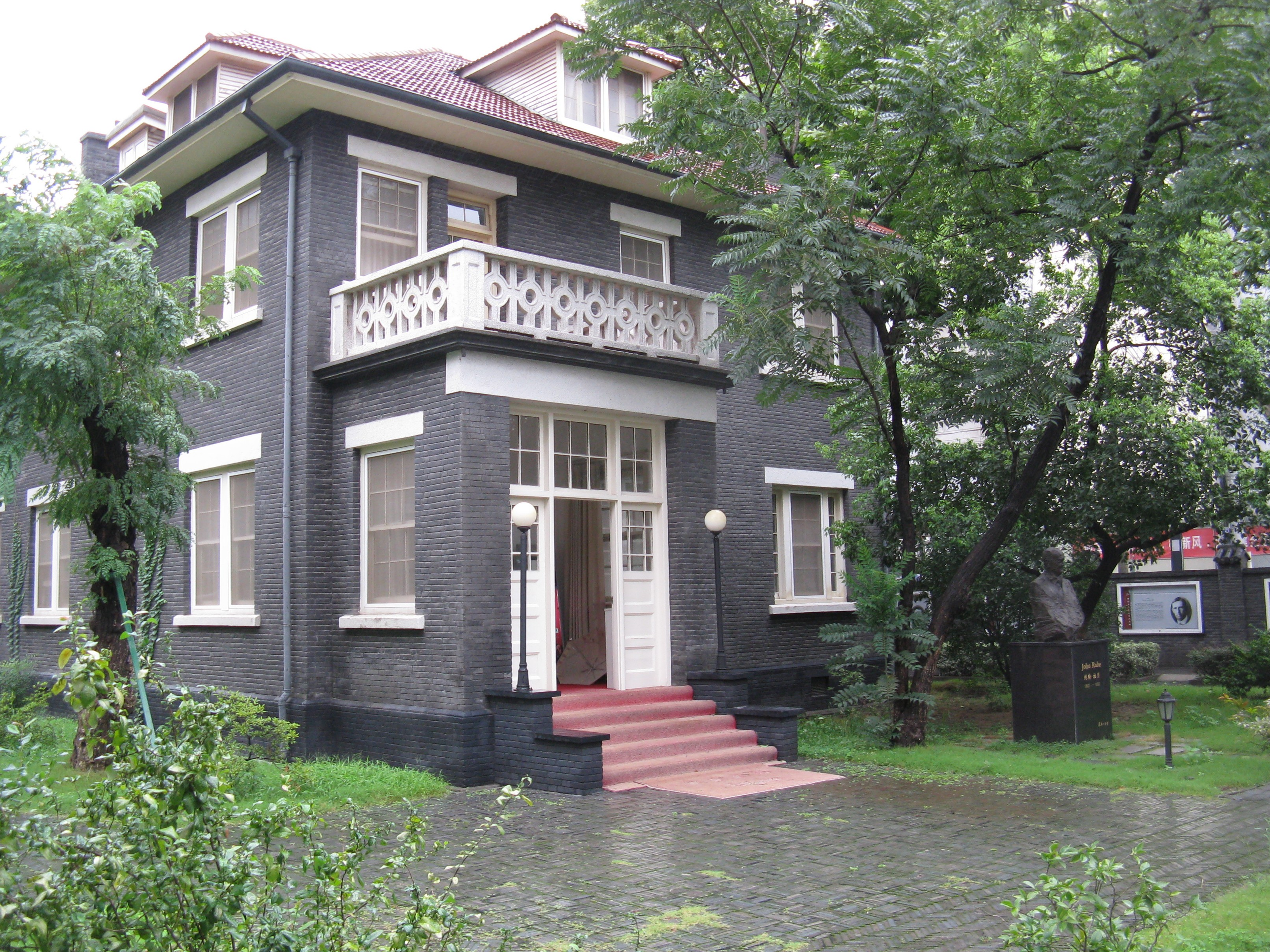
Das John-Rabe-Haus in Nanjing, Juli 2008

Das John-Rabe-Haus (chinesisch 拉贝故居) in Nanjing ist der ehemalige Wohnsitz des früheren Siemens-Vertreters in China und Vorsitzenden des Internationalen Komitees der Nanjing-Sicherheitszone, John Rabe. Er bewohnte dieses Haus in den Jahren 1932–1938. Heute sind darin eine John Rabe gewidmete Gedenkstätte sowie ein Forschungszentrum für die Friedensforschung untergebracht.
Das Haus befindet sich im Stadtzentrum von Nanjing in der Xiaofenqiao No. 1 (小粉桥1号) am Campus der Universität Nanjing. John Rabe blieb hier während des Nanjing-Massakers und beschützte in diesem Haus und Garten mehr als 600 chinesische Flüchtlinge vor den japanischen Soldaten. In diesem Haus schrieb er auch seine bekannten Tagebücher nieder.
Sein ehemaliges Haus in Nanjing wurde erst wiederentdeckt, als seine Enkelin Ursula Reinhardt die Nanking-Tagebücher von John Rabe 1996 in New York veröffentlichte. Als der deutsche Bundespräsident Johannes Rau 2003 die Universität Nanjing besuchte, zeigte er sich um den Zustand des John-Rabe-Hauses besorgt. Dank Raus Besuch und seiner Zusage, die Renovierung des Hauses zu unterstützen, unterschrieben der Generalkonsul der Bundesrepublik Deutschland in Shanghai gemeinsam mit Siemens China, BSH Bosch und Siemens Hausgeräte und der Universität Nanjing einen Vertrag, das Haus zu renovieren und die „John Rabe und Internationale Sicherheitszone-Gedenkhalle“ (拉贝与国际安全区纪念馆) und ein Forschungszentrum für Frieden und Versöhnung (为国际和平与冲突化解研究交流中心) einzurichten. Die deutsche Seite stellte die finanziellen Mittel zur Verfügung, während die Universität Nanjing für die Errichtung und den Betrieb der Gedenkhalle und des Forschungszentrums zuständig ist.

## John Rabe und Internationale Sicherheitszone-Gedenkhalle
Am 31. Oktober 2006 wurde die „John Rabe und Internationale Sicherheitszone-Gedenkhalle“ eröffnet. Auf 1628 Quadratmetern und in sechs Ausstellungsbereichen stellen mehr als 300 Fotos, Schriftstücke und historische Materialien Rabes Lebensgeschichte dar. Die Hauptaufgabe der Gedächtnishalle ist es, an die heldenhaften Taten und Bemühungen von John Rabe und der anderen Mitglieder des Komitees für die Internationale Sicherheitszone zu erinnern, während des Nanjing-Massakers unschuldige Menschenleben zu retten. Die Gedenkstätte in Rabes ehemaligem Wohnhaus kann Montag bis Freitag von 8:30 – 16:30 besichtigt werden. Seit 2008 ist die Gedenkstätte und das Forschungszentrum eine Einsatzstelle des österreichischen Auslandsdienstes.